# Belgia na Mistrzostwach Europy w Lekkoatletyce 2018
Belgia na Mistrzostwach Europy w Lekkoatletyce 2018 – reprezentacja Belgii podczas mistrzostw Europy w Berlinie, licząca 35 zawodników – 21 mężczyzn i 14 kobiet.

## Występy reprezentantów Belgii

### Mężczyźni

#### Konkurencje biegowe
| Konkurencja        | Zawodnik                                                                                   | Eliminacje | Eliminacje | Półfinał | Półfinał | Finał      | Finał |
| Konkurencja        | Zawodnik                                                                                   | Rezultat   | Poz.       | Rezultat | Poz.     | Rezultat   | Poz.  |
| ------------------ | ------------------------------------------------------------------------------------------ | ---------- | ---------- | -------- | -------- | ---------- | ----- |
| Bieg na 200 m      | Robin Vanderbemden                                                                         | 20,50      | 3. Q       | 20,62    | 14.      | NQ         | NQ    |
| Bieg na 400 m      | Dylan Borlée                                                                               | 45,84      | 10. Q      | 45,63    | 17.      | NQ         | NQ    |
| Bieg na 400 m      | Jonathan Borlée                                                                            | 45,19 SB   | 1. Q       | 44,87 SB | 2. Q     | 45,19      |       |
| Bieg na 400 m      | Kévin Borlée                                                                               | 45,29 SB   | 2. Q       | 45,07 SB | 5. q     | 45,13      |       |
| Bieg na 800 m      | Elliott Crestan                                                                            | 1:47,35    | 12.        | NQ       | NQ       | NQ         | NQ    |
| Bieg na 1500 m     | Peter Callahan                                                                             | 3:54,23    | 30.        | —        | —        | NQ         | NQ    |
| Bieg na 1500 m     | Ismael Debjani                                                                             | 3:41,09    | 9. q       | —        | —        | 3:39,48    | 8.    |
| Bieg na 1500 m     | Isaac Kimeli                                                                               | 3:42,77    | 15.        | —        | —        | NQ         | NQ    |
| Bieg na 5000 m     | Isaac Kimeli                                                                               | —          | —          | —        | —        | DSQ        | DSQ   |
| Bieg na 5000 m     | Soufiane Bouchikhi                                                                         | —          | —          | —        | —        | 13:25,22   | 10.   |
| Bieg na 5000 m     | Robin Hendrix                                                                              | —          | —          | —        | —        | 13:36,15   | 15.   |
| Bieg na 10000 m    | Bashir Abdi                                                                                | —          | —          | —        | —        | 28:11,76   |       |
| Bieg na 10000 m    | Soufiane Bouchikhi                                                                         | —          | —          | —        | —        | 28:19,04   | 6.    |
| Bieg na 10000 m    | Simon Debognies                                                                            | —          | —          | —        | —        | 29:00,98   | 15.   |
| Maraton            | Koen Naert                                                                                 | —          | —          | —        | —        | 2:09:51 PB |       |
| Bieg na 110 m ppł  | Michael Obasuyi                                                                            | 13,78      | 13.        | NQ       | NQ       | NQ         | NQ    |
| Sztafeta 4 × 400 m | Dylan Borlée Jonathan Borlée Kévin Borlée Jonathan Sacoor Robin Vanderbemden Julien Watrin | 3:02,55    | 4. Q       | —        | —        | 2:59,47    |       |

#### Konkurencje techniczne
| Zawodnik      | Konkurencja       | Eliminacje | Eliminacje | Finał    | Finał   |
| Zawodnik      | Konkurencja       | Rezultat   | Pozycja    | Rezultat | Pozycja |
| ------------- | ----------------- | ---------- | ---------- | -------- | ------- |
| Skok wzwyż    | Bram Ghuys        | 2,16       | 25.        | NQ       | NQ      |
| Skok o tyczce | Arnaud Art        | 5,61       | 9.         | 5,65     | 9.      |
| Skok o tyczce | Ben Broeders      | NM         | –          | NQ       | NQ      |
| Skok w dal    | Corentin Campener | 7,41       | 27.        | NQ       | NQ      |

Dziesięciobój
| Zawodnik                | Konkurencja | 100 m | LJ   | SP    | HJ   | 400 m | 110H | DT  | PV  | JT  | 1500 m | Razem | Pozycja |     |
| ----------------------- | ----------- | ----- | ---- | ----- | ---- | ----- | ---- | --- | --- | --- | ------ | ----- | ------- | --- |
| Thomas Van der Plaetsen | Rezultat    | 11,48 | 7,41 | 13,35 | 2,05 | DNS   | DNS  | DNS | DNS | DNS | DNS    | DNF   | DNF     | DNF |
| Thomas Van der Plaetsen | Punkty      | 757   | 913  | 689   | 850  | DNS   | DNS  | DNS | DNS | DNS | DNS    | DNF   | DNF     | DNF |
| Thomas Van der Plaetsen | Pozycja     | 27.   | 10.  | 22.   | 4.   | DNS   | DNS  | DNS | DNS | DNS | DNS    | DNF   | DNF     | DNF |

### Kobiety

#### Konkurencje biegowe
| Konkurencja        | Zawodniczka                                                                                      | Eliminacje | Eliminacje | Półfinał | Półfinał | Finał      | Finał |
| Konkurencja        | Zawodniczka                                                                                      | Rezultat   | Poz.       | Rezultat | Poz.     | Rezultat   | Poz.  |
| ------------------ | ------------------------------------------------------------------------------------------------ | ---------- | ---------- | -------- | -------- | ---------- | ----- |
| Bieg na 200 m      | Manon Depuydt                                                                                    | 23,59      | 9. q       | 23,60    | 20.      | NQ         | NQ    |
| Bieg na 400 m      | Cynthia Bolingo Mbongo                                                                           | 51,69 PB   | 2. Q       | 51,92    | 16.      | NQ         | NQ    |
| Bieg na 400 m      | Camille Laus                                                                                     | 52,40      | 12. Q      | 52,40    | 21.      | NQ         | NQ    |
| Bieg na 800 m      | Renée Eykens                                                                                     | 2:56,24    | 32.        | NQ       | NQ       | NQ         | NQ    |
| Bieg na 1500 m     | Elise Vanderelst                                                                                 | 4:10,30    | 13.        | —        | —        | NQ         | NQ    |
| Bieg na 5000 m     | Louise Carton                                                                                    | —          | —          | —        | —        | 15:53,27   | 13.   |
| Bieg na 100 m ppł  | Eline Berings                                                                                    | —          | —          | 12,94    | 9.       | NQ         | NQ    |
| Bieg na 400 m ppł  | Hanne Claes                                                                                      | —          | —          | 55,75    | 9. Q     | 55,75      | 4.    |
| Bieg na 400 m ppł  | Justien Grillet                                                                                  | 56,94      | 8. Q       | 57,40    | 21.      | NQ         | NQ    |
| Bieg na 400 m ppł  | Margo van Puyvelde                                                                               | 56,70      | 6. Q       | DNS      | DNS      | NQ         | NQ    |
| Sztafeta 4 × 400 m | Cynthia Bolingo Mbongo Hanne Claes Manon Depuydt Justien Grillet Camille Laus Margo van Puyvelde | 3:30,62    | 5. Q       | —        | —        | 3:27,69 NR | 4.    |

#### Konkurencje techniczne
| Konkurencja | Zawodniczka  | Eliminacje | Eliminacje | Finał    | Finał   |
| Konkurencja | Zawodniczka  | Rezultat   | Pozycja    | Rezultat | Pozycja |
| ----------- | ------------ | ---------- | ---------- | -------- | ------- |
| Skok wzwyż  | Claire Orcel | 1,81       | 23.        | NQ       | NQ      |

#### Siedmiobój
| Zawodniczka      | Konkurencja | 110H  | HJ   | SP    | 200 m | LJ   | JT    | 800 m   | Razem | Pozycja |
| ---------------- | ----------- | ----- | ---- | ----- | ----- | ---- | ----- | ------- | ----- | ------- |
| Hanne Maudens    | Rezultat    | 14,04 | 1,73 | 12,90 | 24,10 | 6,42 | 38,40 | 2:12,41 | 6104  | 10.     |
| Hanne Maudens    | Punkty      | 973   | 891  | 721   | 971   | 981  | 637   | 930     | 6104  | 10.     |
| Hanne Maudens    | Pozycja     | 20.   | 23.  | 17.   | 7.    | 3.   | 24.   | 7.      | 6104  | 10.     |
| Nafissatou Thiam | Rezultat    | 13,69 | 1,91 | 15,35 | 24,81 | 6,60 | 57,91 | 2:19,35 | 6816  |         |
| Nafissatou Thiam | Punkty      | 1023  | 1119 | 884   | 904   | 1040 | 1014  | 832     | 6816  |         |
| Nafissatou Thiam | Pozycja     | 14.   | 1.   | 1.    | 13.   | 2.   | 1.    | 17.     | 6816  |         |
| Noor Vidts       | Rezultat    | 14,08 | 1,79 | 11,83 | 24,80 | 6,04 | 24,81 | 2:16,69 | 5598  | 20.     |
| Noor Vidts       | Punkty      | 967   | 966  | 650   | 905   | 862  | 372   | 869     | 5598  | 20.     |
| Noor Vidts       | Pozycja     | 21.   | 10.  | 27.   | 12.   | 15.  | 26.   | 15.     | 5598  | 20.     |